# Municipio de Yecapixtla

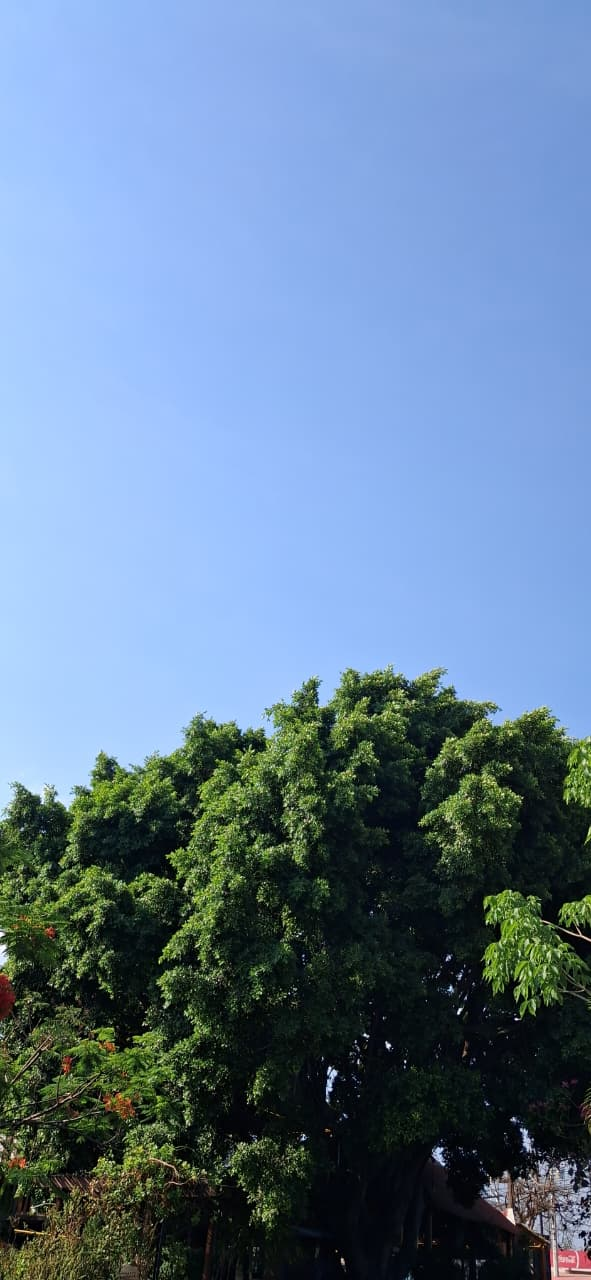

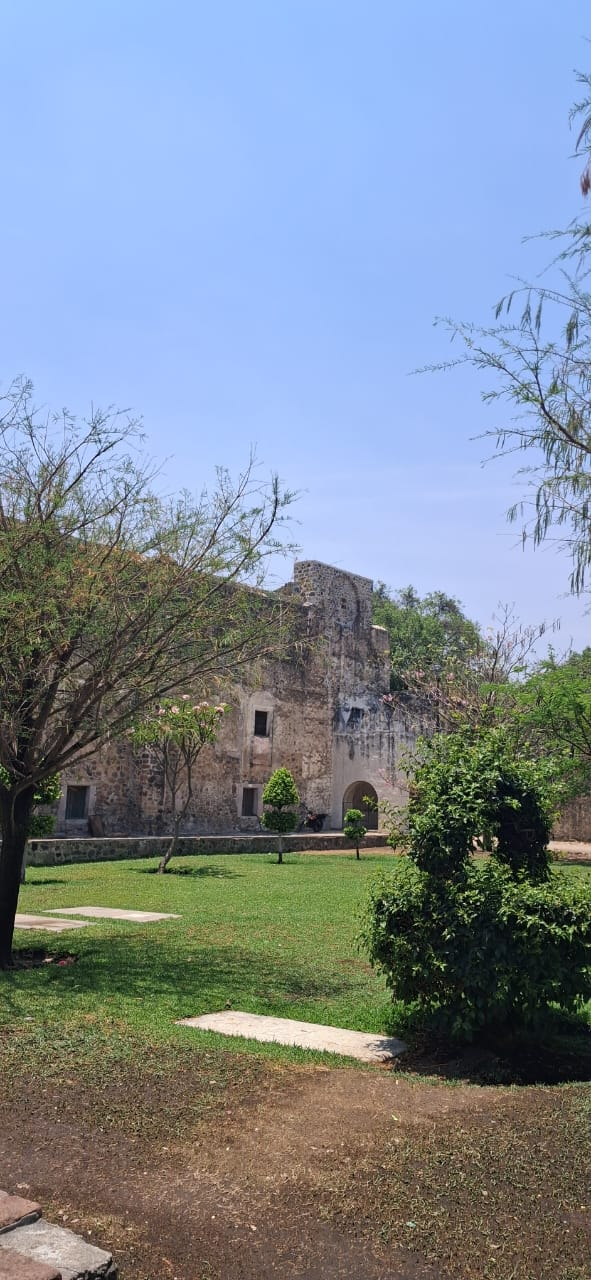
Catedra del jardín

El municipio de Yecapixtla es uno de los 36 municipios en que se encuentra dividido el estado mexicano de Morelos Ubicado al noreste del estado, su cabecera municipal es la población del mismo nombre.

## Geografía
El municipio de Yecapixtla se encuentra ubicado al noreste del territorio estatal, en los límites con el estado de México. Tiene una extensión territorial de 177.342 kilómetros cuadrados que representan el 3.62 % de la superficie total del estado. Sus coordenadas geográficas extremas son 18°46′ - 18°57′ de latitud norte y 98°47′ - 98°56′ de longitud oeste, su altitud va de un mínimo de 1300 a un máximo de 2200 metros sobre el nivel del mar.
Sus límites corresponden al noroeste con el municipio de Atlatlahucan, al suroeste con el municipio de Cuautla, al sur con el municipio de Ayala, al sureste con el municipio de Temoac y al este con el municipio de Zacualpan y el municipio de Ocuituco. Al norte sus límites corresponden al estado de México, en específico con el municipio de Ozumba, el municipio de Atlautla y el municipio de Ecatzingo.

## Demografía
De acuerdo a los resultados del Censo de Población y Vivienda de 2010 realizado por el Instituto Nacional de Estadística y Geografía, la población total del municipio de Yecapixtla asciende a 46 809 personas.

### Localidades
En el censo de 2020 el municipio de Yecapixtla contaba con 62 localidades.
| Código INEGI      | Localidad         | Población (2020) |
| ----------------- | ----------------- | ---------------- |
| 170300001         | Yecapixtla        | 19 104           |
| 170300008         | Juan Morales      | 13 431           |
| 170300018         | Xochitlán         | 2 882            |
| 170300040         | Mixtlalcingo      | 2 678            |
| 170300002         | Achichipico       | 2 534            |
| 170300014         | Tecajec           | 1 892            |
| 170300015         | Texcala           | 1 812            |
| 170300009         | Yecapixteca       | 1 364            |
| 170300005         | Huexca            | 1 153            |
| 170300032         | Loma Bonita       | 1 066            |
| Otras localidades | Otras localidades | 8 167            |
| Total municipal   | Total municipal   | 56 083           |

## Política
El gobierno del municipio de Yecapixtla le corresponde a su ayuntamiento, mismo que está integrado por el presidente municipal, un síndico y el cabildo conformado por siete regidores, dos electos por el principio de mayoría relativa y cuatro por el representación proporcional. Todos son electo mediante voto universal, directo y secreto para un periodo de tres años, reelegibles para un único periodo inmediato.

### Representación legislativa
Para la elección de diputados locales al Congreso de Morelos y de diputados federales a la Cámara de Diputados federal, el municipio de Yecapixtla se encuentra integrado en los siguientes distritos electorales:
Local:
- Distrito electoral local de 4 de Morelos con cabecera en Yecapixtla.[8]

Federal:
- Distrito electoral federal 5 de Morelos con cabecera en Yautepec de Zaragoza.[9]